# 게르트루드 (영화)
《게르트루드》(Gertrud)는 덴마크에서 제작된 칼 테오도르 드레이어 감독의 1964년 드라마 영화이다. 니나 펜스 로데 등이 주연으로 출연하였다.

## 출연

### 주연
- 니나 펜스 로데
- 벤트 로테
- 에베 로데
- 바드 오베

### 조연
- 라스 크누트존
- 밸소 홈

## 기타
- 원작자: 얄마르 쇠데르베리